# Плоссер, Чарльз
Чарльз Ирвинг Плоссер (англ. Charles Irving Plosser, р. 19.09.1948, Бирмингем (Алабама)) — нынешний президент ФРБ Филадельфии (с 01.08.2006).

## Биография
Окончил Университет Вандербильта (1970, бакалавр инженерии cum laude с почётом). Степени МБА и PhD получил в Чикагском университете соотв. в 1972 и 1976 годах.
В 1993—2003 годах декан высшей школы бизнес-администрирования имени Уильяма Саймона Рочестерского университета, профессор экономики факультета экономики того же университета.
Являлся соредактором «Journal of Monetary Economics».
Указывается одним из разработчиков теории рациональных ожиданий.

## Позиция
По его мнению (ноябрь 2013) конгресс должен лишить ФРС двойного мандата сняв задачу максимизации занятости, это позволит регулятору сфокусироваться на ценовой стабильности.
По его мнению (ноябрь 2013) Федрезерв не должен иметь возможности покупать ипотечные облигации. Он также никогда не поддерживал проведение третьего раунда количественного смягчения.